# Blondy79
Blondy ®79 es una variedad cultivar de ciruelo (Prunus salicina), de las denominadas ciruelas japonesas,
Las frutas tienen un tamaño mediano, color de piel amarillo intenso, pulpa de color amarillo brillante, de textura carnosa crujiente a blanda, y sabor agradable dulce.

## Sinonimia
- "Extreme® Blondy June Pro 79 C".[5][4]

## Historia
'Blondy79' variedad de ciruela (Prunus salicina), de las denominadas ciruelas japonesas.
La variedad 'Blondy79' al momento se ha convertido en una de las variedades de ciruela de maduración más tempranas, madura a partir de mediados de junio.

## Características
'Blondy79' árbol de porte extenso, vigoroso, semi erguido. Su floración es precoz (mediados del mes de marzo), con flores blancas. No es factible la auto polinización, siendo polinizadores adecuados las variedades 'Ebony 51', 'Angeleno', 'Black Amber', 'Fortuna', y 'Black
Diamond'. Las flores deben aclararse mucho para que los frutos alcancen un calibre más grueso.
'Blondy79' tiene una talla mediana, de forma redondeada, achatada en ambos polos, pudiendo ser de simétrica o disimétrica, con un calibre de 53 a 63mm; sutura pronunciada, una línea distinta, epidermis tiene una piel con escasa pruina, el color de su epidermis es amarillo intenso, presenta algunas manchas ocasionales de "russetting"-"ruginoso" de tamaño pequeño; pulpa de color amarillo brillante, de textura carnosa, firme, crujiente a blanda jugosa, y sabor acidulado muy agradable dulce, grados ºBrix 14,0.
Hueso muy adherente de tamaño pequeño, elíptico redondeado, semi globoso, con zona ventral amplia y muy acusada, bastante más ancha en el tercio pistilar.
Su tiempo de recogida de cosecha se inicia en su maduración a partir del 18 de junio- datos referidos a Finca Herrador en el T.M de Don Benito (Badajoz).

## Usos
Se utiliza para su consumo en fresco, para mermeladas, y en cocina.